# خلسه (ترانه)
«خلسه» (به انگلیسی: Rapture)، تک‌آهنگی از گروه موسیقی بلاندی است. این ترانه در ژانویهٔ ۱۹۸۱ در اوج موفقیت گروه، عرضه شد و به یکی از نخستین تک‌آهنگ‌های موفق مهمی تبدیل شد که از موسیقی رپ استفاده می‌کرد و نیز اولین تک‌آهنگ تأثیرپذیرفته از رپ که به رتبهٔ یک در یواس بیلبود چارت یا جدول موسیقی بیلبورد ایالات متحده می‌رسید. این ترانه، دومین و آخرین آهنگی بود که آلبوم سال ۱۹۸۰ گروه، آمریکایی خودکار، پخش می‌شد. اولین تک‌آهنگ عرضه‌شده، «کشش حداکثر است»، به رتبهٔ یک در جدول‌های موسیقی آمریکا و بریتانیا رسید. «خلسه» به رتبهٔ یک در بیلبورد هات ۱۰۰ ایالات متحده و رتبهٔ پنج در جدول تک‌آهنگ‌های بریتانیا دست یافت. بی-ساید تک‌آهنگ، «مانند من راه برو»، از ترانه‌های خود آمریکایی خودکار بود.
بعد از عرضهٔ «خلسه» بلاندی وقفه‌ای را از ضبط و اجرای تور داشت. پاییز ۱۹۸۱ زمان عرضهٔ نخستین آلبوم تک دبی هری، «بک‌فایرد» و آلبوم کو کو، به‌طور مشترک نوشته‌شده و تهیه‌شده به وسیلهٔ برنارد ادواردز و نایل راجرز از گروه چیک بود؛ گروهی که ترانهٔ «زمان‌های خوب» از آن‌ها، موجب شد که هری و کریس استین با الهام گرفتن از آن، «خلسه» را بنویسند.

## فهرست آهنگ‌ها
‎US 7" (CHS 2485, ژانویه ۱۹۸۱)‎
1. ‎ «Rapture" (Album version)‎ (دبرا هری، کریس استین) - ۶:۳۳
2. «Walk Like Me» (جیمی دستری) - ۳:۴۵

‎US 12" (12 CHS 2485, ژانویه ۱۹۸۱)‎
1. ‎ «Rapture" (US 12" Mix)‎ (هری، استین) - ۷:۱۳
2. «Walk Like Me» (دستری) - ۳:۴۵

‎UK 7" (CHS 2485, ژانویه ۱۹۸۱)‎
1. ‎ «Rapture" (UK 7" Mix)‎ (هری، استین) - ۴:۵۹
2. «Walk Like Me» (دستری) - ۳:۴۵

‎UK 12" (CHS 12 2485, ژانویه ۱۹۸۱)‎
1. ‎ «Rapture" (Special Disco Mix)‎ (هری، استین) - ۱۰:۰۱
2. ‎ «Live It Up" (Special Disco Mix)‎ (استین) - ۸:۱۴

## جدول موسیقی
| جدول (۱۹۸۱)     | حد رتبه |
| --------------- | ------- |
| ایالات متحده    | ۱۲      |
| جدول رقص آمریکا | ۱       |
| کانادا          | ۱?      |
| ایرلند          | ۴       |
| زلاند نو        | ۴       |
| بریتانیا        | ۵       |
| اتریش           | ۵       |
| نروژ            | ۸       |
| سوئد            | ۱۳      |
| هلند            | ۱۹      |
| آلمان           | ۴۰      |